# Ellen Kuras
Ellen Kuras, född 10 juli 1959 i New Jersey, är en amerikansk filmfotograf, filmregissör och dokumentärfilmare. Hon är flerfaldigt prisbelönad för sitt filmfoto och har som regissör blivit nominerad till en Oscar i kategorin Bästa dokumentärfilm.

## Karriär
Ellen Kuras studerade på 1970-talet antropologi vid Brown University och därefter fotografi vid  Rhode Island School of Design. 1979  åkte hon till Frankrike och läste semiotik vid universitetet i Paris, ett år senare återvände hon till Brown och tog en dubbel Master i semiotik och antropologi. Efter de teoretiska studierna gick hon praktiska kurser i fotografi och film och började arbeta som assistent på olika filmproduktioner. Hon fotograferade sin första film, en dokumentär, 1987.
Ellen Kuras genombrott som filmfotograf för spelfilm kom 1995 med Rebecca Millers film Angela, som gav henne pris för bästa foto vid Sundance Film Festival. Hon har sedan dess arbetat med flera kända filmregissörer, bland andra Spike Lee, Julian Schnabel, Michel Gondry och Martin Scorsese.
Kuras har även fotograferat en rad reklamfilmer och musikvideor.

## Filmfoto i urval
- Angela, 1995,  regi Rebecca Miller
- I Shot Andy Warhol, 1996, regi Mary Harron
- Bamboozled, 2000, regi Spike Lee
- Blow, 2001, regi Ted Demme
- Personal Velocity:Three portraits, 2002, regi Rebecca Miller
- Analyze that, 2002, regi Harold Ramis
- Eternal Sunshine of the Spotless Mind, 2004, regi Michel Gondry
- Lou Reed's Berlin, 2007, regi Julian Schnabel
- Away we go, 2009, regi Sam Mendes

## Regi
- The Betrayal - Nerakhoon, 2008, dokumentär